# 언어 코드
언어 코드(language code)는 문자나 숫자를 언어의 식별자 또는 분류자로 할당하는 부호 (정보)이다. 이러한 코드는 도서관 컬렉션이나 자료 표현을 구성하고, 컴퓨팅에서 올바른 현지화 및 번역을 선택하고, 더 긴 형태의 언어 이름에 대한 약칭 지정에 사용될 수 있다.

## 분류의 어려움
언어 코드 체계는 인간의 언어, 방언 및 언어변이형의 복잡한 세계를 분류하려고 시도한다. 대부분의 체계는 일반적인 것과 특정 방언을 지원할 만큼 완전한 것 사이에서 어느 정도 절충안을 만든다.
예를 들어, 스페인어는 북미, 중앙 아메리카, 카리브해 지역 및 유럽의 20개 이상의 국가에서 사용된다. 멕시코에서 사용되는 스페인어는 페루에서 사용되는 스페인어와 약간 다르다. 멕시코의 지역마다 스페인어의 방언과 액센트가 조금씩 다르다. 언어 코드 구성표는 키보드 레이아웃을 선택하기 위해 이들을 모두 "스페인어"로 그룹화하거나 일반적인 사용을 위해 대부분 "스페인어"로 그룹화하거나 지역별 변형을 허용하기 위해 각 방언을 분리할 수 있다.

## 같이 보기
- 국가 코드
- ISO 639-1 코드 목록
- ISO 639-2 코드 목록
- 로케일